# Demogenes
Demogenes là một chi nhện trong họ Thomisidae.